# Metro w Chengdu

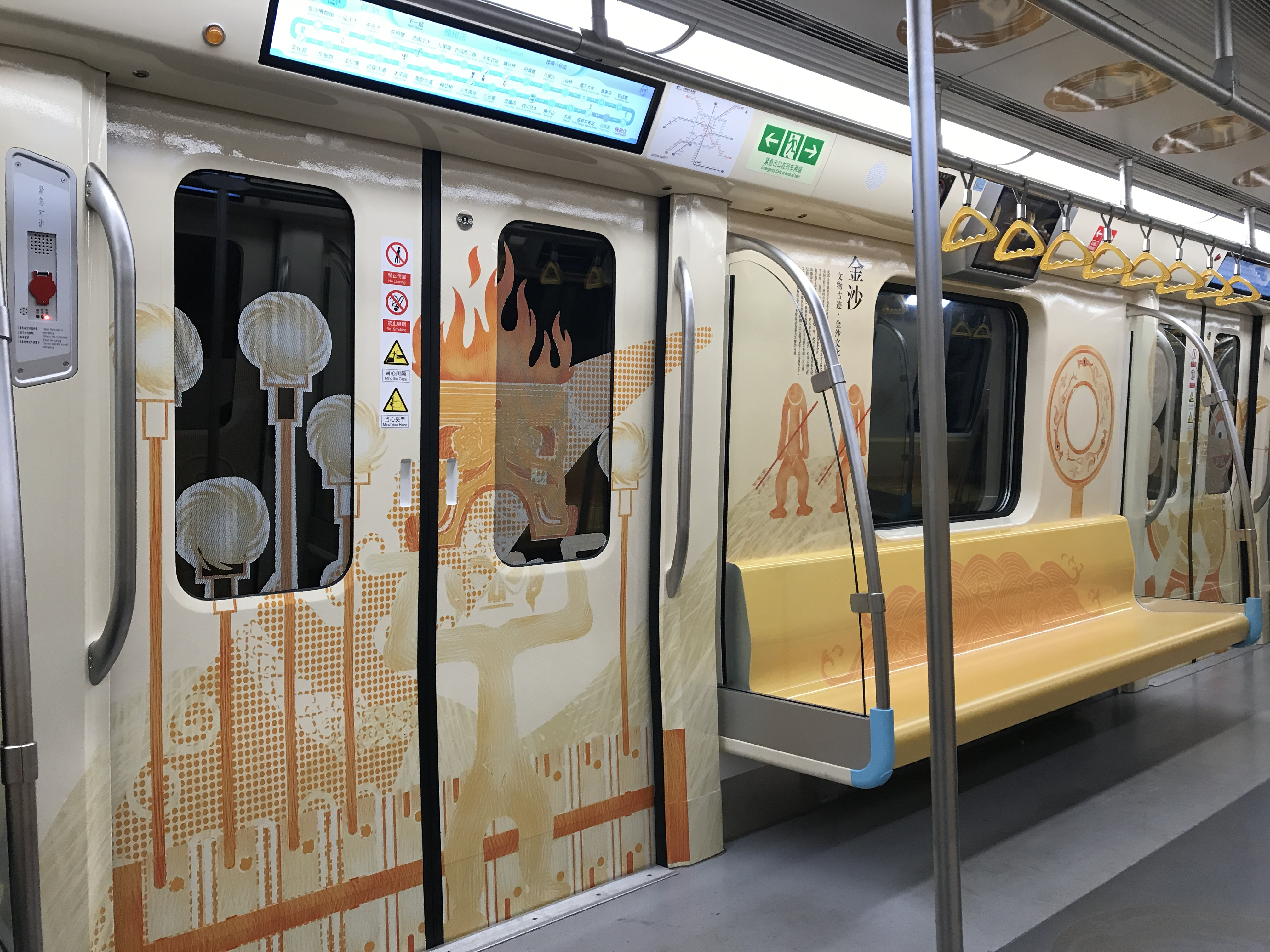
Wnętrze pociągu na linii nr 7

Metro w Chengdu – system kolei podziemnej w Chengdu, otwarty w 2010 roku. Na koniec 2019 roku 7 linii metra miało łączną długość około 302 km, dziennie zaś korzystało z nich średnio 3,83 mln pasażerów.

## Historia

### Początki
Uroczyste otwarcie pierwszej linii metra w Chengdu o numerze 1, a zarazem pierwszej w zachodnich Chinach, mającej początkowo długość 18,5 km i liczącej 17 stacji, odbyło się 27 września 2010 roku. 17 września 2012 roku uruchomiono linię nr 2, liczącą początkowo 20 stacji. Pod koniec 2015 roku otwarto linię nr 4. Po oddaniu do użytku 31 lipca 2016 roku linii nr 3, nawiązującej w wyglądzie niektórych stacji i wnętrza pociągów do pandy, atrakcji położonego niedaleko miasta rezerwatu, łączna długość systemu metra w Chengdu pod koniec 2016 roku wynosiła 129 km.

### Dalszy rozwój
Pod koniec 2017 roku oddano do użytku linię nr 7, pierwszą pętlę w systemie o długości 38 km, łączącą trzy główne dworce kolejowe w mieście. Jednocześnie uruchomiono linię nr 10 prowadzącą przez Port lotniczy Chengdu-Shuangliu. Po otwarciu w grudniu 2019 roku linii nr 5, długość systemu metra w Chengdu wynosiła 302 km. System jest w trakcie dalszej rozbudowy, w pełni automatyczna linia nr 9 o długości 22 km, ma zostać oddana do użytku w połowie 2020 roku, ponadto w budowie są linie o numerach: 6, 8, 17 i 18 o łącznej długości 190 km.

Rozwój metra w Chengdu od 2010 roku

## Linie
W lutym 2020 roku metro w Chengdu liczyło 7 linii, ponadto trwały prace nad budową kolejnych 5 linii.

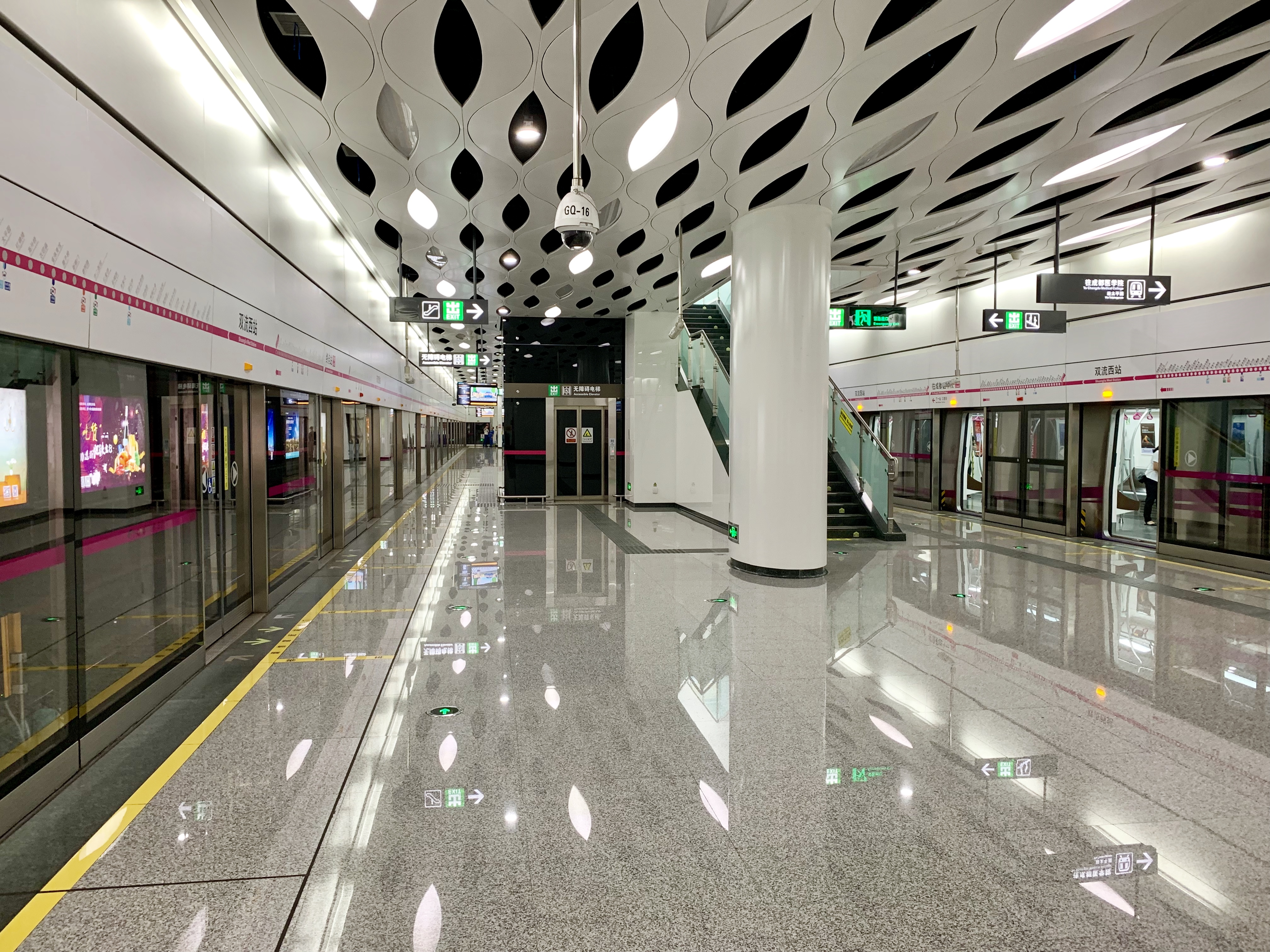
Stacja Shuangliu West

| Linia   | Stacje końcowe (dzielnice) | Stacje końcowe (dzielnice) | Data otwarcia | Ostatnia rozbudowa | Długość km | Stacje | Możliwości przesiadki |
| ------- | -------------------------- | -------------------------- | ------------- | ------------------ | ---------- | ------ | --------------------- |
| 1       | Weijianian                 | Science City Wugensong     | 2010          | 2018               | 41         | 35     | 2 3 4 7               |
| 2       | Xipu                       | Longquanyi                 | 2012          | 2014               | 42         | 32     | 1 3 4 5 7             |
| 3       | Chengdu Medical College    | Shuangliu West Station     | 2016          | 2018               | 50         | 37     | 1 2 4 5 7 10          |
| 4       | Wansheng                   | Xihe                       | 2015          | 2017               | 43         | 30     | 1 2 3 5 7             |
| 5       | Huagui Road                | Huilong                    | 2019          | -                  | 49         | 41     | 2 3 4 7               |
| 7 pętla | Cuijiadian                 | Cuijiadian                 | 2017          | -                  | 39         | 31     | 1 2 3 4 5 10          |
| 10      | Taipingyuan                | Xinping                    | 2017          | 2019               | 38         | 16     | 3 7                   |
| Razem   | Razem                      | Razem                      | Razem         | Razem              | 302        | 222    |                       |